# Mateusz Przybylko

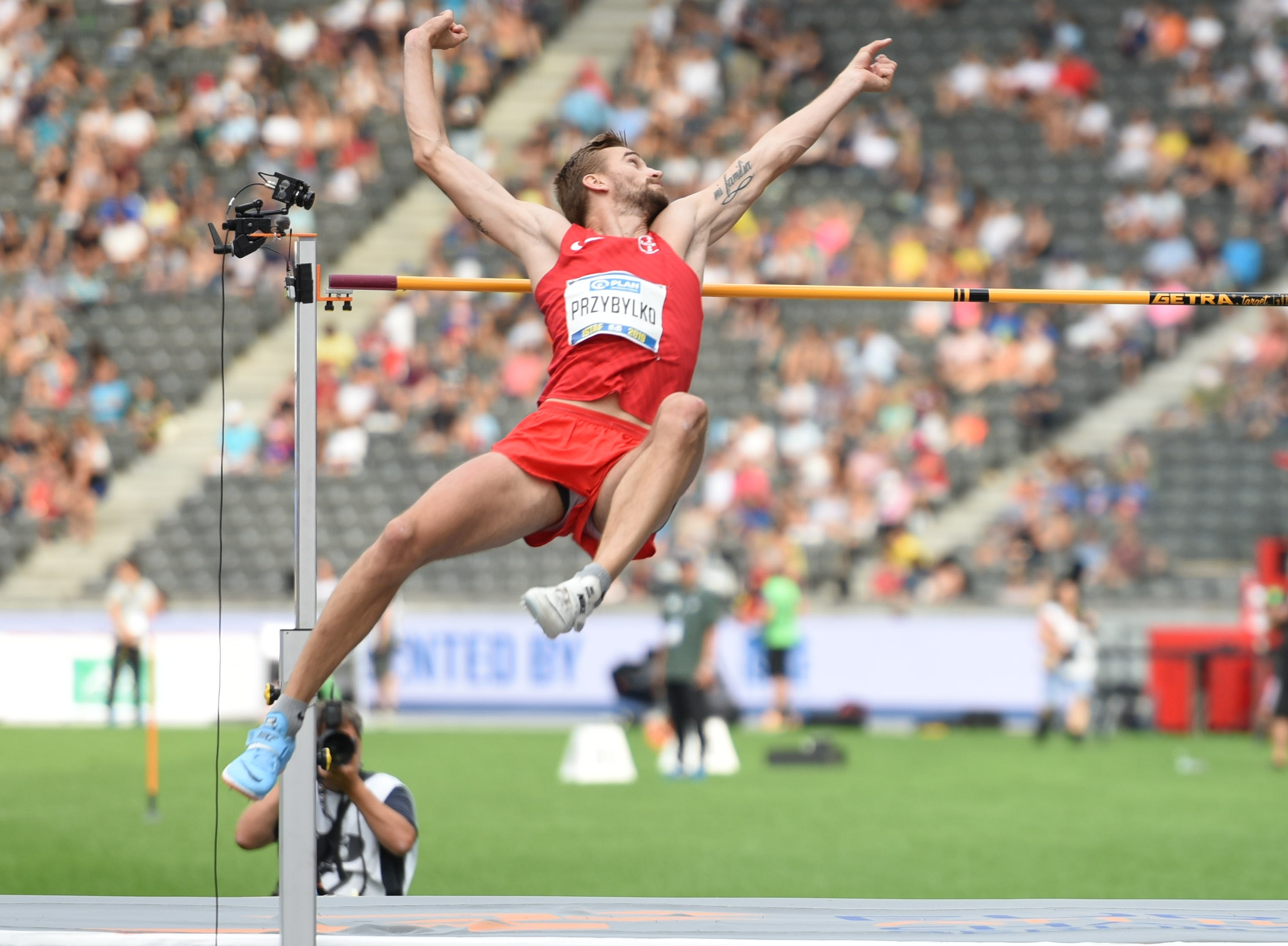
Mateusz Przybylko, 2019

Mateusz Przybylko, także Mateusz Przybyłko (ur. 9 marca 1992 w Bielefeld) – niemiecki lekkoatleta specjalizujący się w skoku wzwyż.

## Kariera
Jego matka Violetta była lekkoatletką, a ojciec Mariusz piłkarzem. Młodsi o rok bracia Jakub i Kacper są piłkarzami, Kacper był reprezentantem Polski w niższych kategoriach wiekowych. Na mistrzostwach świata debiutował w 2015, na igrzyskach olimpijskich w 2016. Podczas obu startów nie przebrnął eliminacji. W 2017 zajął piąte miejsce na mistrzostwach świata w Londynie. W 2018 zdobył brąz halowych mistrzostw globu z wynikiem 2,29 m oraz złoto mistrzostw Europy w 2018 w Berlinie (wyrównując rekord życiowy).

## Osiągnięcia
| Rok  | Impreza                   | Miejsce        | Pozycja           | Wynik |
| ---- | ------------------------- | -------------- | ----------------- | ----- |
| 2015 | Mistrzostwa świata        | Pekin          | el. – 28. miejsce | 2,22  |
| 2016 | Igrzyska olimpijskie      | Rio de Janeiro | el. – 28. miejsce | 2,22  |
| 2017 | Halowe mistrzostwa Europy | Belgrad        | 7. miejsce        | 2,27  |
| 2017 | Mistrzostwa świata        | Londyn         | 5. miejsce        | 2,29  |
| 2018 | Halowe mistrzostwa świata | Birmingham     | 3. miejsce        | 2,29  |
| 2018 | Mistrzostwa Europy        | Berlin         | 1. miejsce        | 2,35  |
| 2019 | Halowe mistrzostwa Europy | Glasgow        | 8. miejsce        | 2,18  |
| 2019 | Mistrzostwa świata        | Doha           | el. – 30. miejsce | 2,17  |
| 2021 | Halowe mistrzostwa Europy | Toruń          | 7. miejsce        | 2,19  |
| 2021 | Igrzyska olimpijskie      | Tokio          | el. – 23. miejsce | 2,21  |
| 2022 | Mistrzostwa świata        | Eugene         | 12. miejsce       | 2,24  |
| 2022 | Mistrzostwa Europy        | Monachium      | 6. miejsce        | 2,23  |
| 2024 | Mistrzostwa Europy        | Rzym           | 12. miejsce       | 2,17  |

## Rekordy życiowe
Stadion
- skok wzwyż – 2,35 (25 czerwca 2017, Bottrop)

Hala
- skok wzwyż – 2,30 (18 lutego 2018, Dortmund)